# Реверсивная полоса
Реверсивная полоса —  полоса проезжей части, направление движения по которой может изменяться на противоположное. Предназначена для повышения пропускной способности проезжей части путём перенаправления транспортного потока в час пик. Движение по трассам с реверсным движением широко распространена во многих странах мира, однако в России подобный тип дорожного движения встречается редко.
Границы полос движения, на которых осуществляется реверсивное регулирование; разделяет транспортные потоки противоположных направлений (при выключенных реверсивных светофорах) на дорогах, где осуществляется реверсивное регулирование обозначают двойной прерывистой линией 1.9.
Для обозначения участков дорог, на которых осуществляется регулирование движения транспортных средств по отдельным полосам проезжей части с поочередным предоставлением права на движение в противоположном направлении применяют специальные дорожные знаки.
- Разметка 1.9
- Реверсивное движение
- Конец реверсивного движения
- Выезд на дорогу с реверсивным движением

### Реверсивное регулирование с применением светофоров
Для регулирования движения транспортных средств по полосам проезжей части с реверсивным движением применяются реверсивные светофоры с красным X-образным сигналом и зеленым сигналом в виде стрелы, направленной вниз. Эти сигналы соответственно запрещают или разрешают движение по полосе, над которой они расположены. Основные сигналы реверсивного светофора могут быть дополнены жёлтым сигналом в виде стрелы, наклоненной по диагонали вниз направо или налево, включение которой информирует о предстоящей смене сигнала и необходимости перестроиться на полосу, на которую указывает стрела.
|  | Сигналы светофора: - зеленый сигнал – линию, разделяющую транспортные потоки попутного направления движения, разрешается пересекать с любой стороны; - жёлтый сигнал промежуточной секции – линию следует немедленно пересечь в направлении, указываемом стрелкой; - красный сигнал – водитель должен немедленно перестроиться вправо за линию разметки. |

При выключенных сигналах реверсивного светофора, который расположен над полосой, обозначенной с обеих сторон двойной прерывистой линией, въезд на эту полосу запрещён.